# Pobreško pokopališče
Pobreško pokopališče je glavno pokopališče mesta Maribor.
Prvo mestno pokopališče je bilo na današnjem Slomškovem trgu okoli sedanje stolnice. Staro mestno pokopališče je bilo na področju Ljudskega vrta.

## Zgodovina
Pokopališče Pobrežje je nastalo v 70. letih 19. stoletja, ko je mestna občina na Pobrežju kupila zemljišče Poudrettove tovarne in ga namenila novemu magdalenskemu pokopališču. Mrtve so tam začeli pokopavati 1. avgusta 1879. Cerkev pokopališča ni blagoslovila, ker ni bilo posebnega prostora za nekatolike. Ko je cerkev pokopališče blagoslovila, je število pokopov začelo naraščati. Takrat so na njem začeli pokopavati padle vojake iz prve svetovne vojne. Kasneje je pokopališče bilo namenjeno mrtvim iz mestnih krajev na levem bregu Drave ne glede na njihovo vero. Večino so predstavljali katoliki, med katere so pokopali tudi ljudi druge veroizpovedi, kot so pravoslavci, muslimani, starokatoliki, Judi in brezverce (ateiste), protestantom pa je bilo namenjeno le nekaj grobov. Leta 2003 so uredili poseben del za otroško pokopališče. Kasneje so okoli pokopališča postavili leseno ograjo, posadili živo mejo, postavili križ in zgradili mrtvašnico. Iz ostankov grobnice grofov Brandis so zgradili novo pokopališko kapelo. Pokopališče so povečali med letoma 1893 in 1907.

### Frančiškanski del
Frančiškansko pokopališče je najmlajše pokopališče v Mariboru. Leta 1927 so iz zahodnega dela pokopališča kupili zemljišče ter na njem zgradili pokopališče. Ob otvoritvi leta 1929 ga je posvetil škof Andrej Karlin. Med prehodom mestnega in frančiškanskega pokopališča stojita dve arkadi. Leta 1927 je Landergott predlagal, da bi župnija dobila lastno pokopališče. Tu počiva večina Mariborčanov, ki so umrli v 19. stoletju in v začetku 20. stoletja. Prvi ljudje, ki so skrbeli za pogrebe, so bili svojci in cehi. Prvi koncesionarni pogrebni zavod je od leta 1867 v Mariboru vodil mizar Karl Wolf, nato je to prevzel njegov sin. Na današnji Partizanski cesti je imelo podjetje svojo mrtvašnico, od koder so se odvijali različni pogrebni sprevodi, mestni pogrebni zavod pa so ustanovili dve leti kasneje. V zavodu so upravljali vse potrebne storitve, v delavnici pa so izdelovali krste.

## Pomembni ljudje
- Anton Badl, mariborski veleindustrialec
- Marijan Bantan, gimnazijec, sekretar SKOJ-a mariborskega okrožja
- Evgen Bergant, športnik in telesnokulturni delavec
- Mirko Černič, zdravnik kirurg in pisec
- Aleksander Dev, arhitekt
- Anton Dolar, pisatelj in kritik
- Ivan Dornik, učitelj, slavist in klasični filolog
- Maks Durjava, aktivist Osvobodilne fronte
- Simon Gaberc, duhovnik, dekan in častni kanonik
- Marjan Gomolj, kovinostrugar
- Drina Gorišek, zdravnica
- Vekoslav Grmič, škof in teolog
- Anton Gvajc, slikar
- Jože Hermanko, politični delavec in narodni heroj
- Oskar Hudales, mladinski pisatelj
- Bojan Ilich, partijski organizator
- Milan Kabaj, učitelj, ravnatelj in predavatelj
- Andrej Karlin, škof
- Josip Klemenčič, družbeni delavec
- Ivan Kokol, aktivist Osvobodilne fronte
- Janez Koprivnik, šolnik
- Andrej Korenčan, zdravnik in aktivist narodnoosvobodilnega gibanja
- Franc Kosar, duhovnik in pisatelj
- Josip Kostanjevec, pripovednik
- Fran Kovačič, teolog in zgodovinar
- Jože Krajnčič, projektant, urbanist
- Luka Lavtar, šolnik in metodik
- Jože Langer, posestnik
- Miloš Ledinek, politik in aktivist narodnoosvobodilnega gibanja
- Štefan Letonja, delavec v Železniških delavnicah v Mariboru in član Komunistične partije Slovenije
- Mirko Lorger, politik in član Komunistične partije Slovenije
- Rudolf Maister, general in pesnik
- Artur Mally, zdravnik
- Franjo Marčič, uslužbenec Okrajnega ljudskega odbora Maribor - okolica
- Blaž Matek, pisec matematičnih učbenikov
- Anton Medved, duhovnik, učitelj in pisatelj
- Ivan (Janez) Miklošič, glasbenik in učitelj, brat slavista Frana Miklošiča
- Jože Mlakar, gledališki igralec
- Aleksander Nagy, mariborski župan
- Ignacij Orožen, duhovnik in zgodovinar
- Ivan Padežnik, učiteljiščnik in član Kozjanskega odreda
- Stojan Perhavc, direktor Tovarne avtomobilov in motorjev (TAM)
- Radoslav Pipuš, odvetnik in narodni delavec
- Ljudevit Pivko, narodni delavec in politik
- Leopold Poljanec, maravoslovec in pedagog
- Cvetana Priol, učiteljica glasbe in mistikinja, kandidatinja za svetnico
- Josip Priol, sadjar in šolnik, oče Cvetane Priol
- Rudolf Gustav Puff, publicist in zgodovinar
- Tone Rader, politik, zidar in član Komunistične partije Slovenije
- Rudolf Rakuša, esperantist, stenograf in strojepisec
- Pavel Rasberger, igralec, režiser in glasbenik
- Otmar Reiser, mariborski župan
- Franjo Rosina, odvetnik in politik
- Tomaž Rožanc, duhovnik in dekan
- Ivan Senekovič, prvi slovenski policijski komisar mesta Maribor
- Janko Sernec, politik in publicist
- Vladimir Sernec, narodni buditelj
- Zmago Slokan, zdravnik in ravnatelj Splošne bolnišnice Maribor
- Avguštin Stegenšek, duhovnik, teolog in umetnostni zgodovinar
- Vladimir Ivan Strelec, narodopisec in zgodovinar krajevnega šolstva
- Heribert Svetel, skladatelj in dirigent
- Franc Swaty, tehnični kemik
- Fran Šijanec, umetnostni zgodovinar in likovni kritik
- Gustav Šilih, pedagog in mladinski pisatelj
- Marko Šlajmer, arhitekt in urbanist
- Vekoslav Špindler, politik in kulturni delavec
- Leon Štukelj, športnik in olimpionik
- Anton Tanc, pesnik in pisatelj
- Andrej Tappeiner, mariborski župan
- Filip Terč, zdravnik in apiterapevt
- Anton Tomšič, časnikar
- Arnold Tovornik, dramski igralec
- Pavel Turner, mecen, publicist in vzgojitelj
- Janez Varl, lekarnar
- Svetozar Vesnaver, gospodarstvenik
- Lovro Vogrin, duhovnik in narodni buditelj
- Anton Vončina, geometer
- Sergej Vrišer, umetnostni in kulturni zgodovinar
- Rudolf Wagner, nemški sladatelj in pevovodja
- Ivan Zagernik, aktivist Osvobodilne fronte
- Mileva Zakrajšek, igralka
- Franc Zalaznik, borec narodnoosvobodilnega boja
- Blaž Železnik, železničar in župan
- Andrej Žmavc, enolog[3]